# 4-异丙烯基苯甲酸
4-异丙烯基苯甲酸是一种有机化合物，化学式为C10H10O2。它可由甲基三苯基溴化𬭸和4-乙酰基苯甲酸甲酯在叔丁醇钾存在下反应，再经酯水解后得到。它和氯化亚砜反应，可以得到4-异丙烯基苯甲酰氯。